# Aeroporto di Vigo
L'Aeroporto di Vigo-Peinador (ICAO: LEVX - IATA: VGO) è un aeroporto spagnolo situato a circa 9 km (6 km in linea d'aria) ad est del centro della città di Vigo, nella provincia di Pontevedra in Spagna. La struttura è raggiungibile, oltre che nel percorso interno alla città, anche tramite lungo la Autopista A-9 "del Atlantico" in direzione di Pontevedra quindi sul raccordo che porta alla strada europea E1 fino alle strutture dell'aerostazione.
La struttura presenta inoltre collegamenti diretti con le autostrade A-52 ed A-55, con l'AP-9, con l'AG-57 e la nuova tangenziale di Vigo (VG-20).
La struttura è dotata di una pista in asfalto lunga 2 400 m e larga 45 m, posta all'altitudine di 261 m, con l'orientamento RWY 02/20. Possiede un sistema di approccio strumentale ILS per situazioni CAT II/III. L'aeroporto è gestito da Aeropuertos Españoles y Navegación Aérea (Aena)  ed è aperto al traffico commerciale. I dati del 2007 affermano che sono stati movimentati 1.405.968 passeggeri e 1.953 tonnellate di merci attraverso questo aeroporto.

## Storia
L'Aeroporto di Vigo, ufficialmente noto come Aeroporto di Vigo-Peinador (IATA: VGO, ICAO: LEVX), si trova a circa 10 km dal centro della città di Vigo, nella comunità autonoma della Galizia, in Spagna. Il suo nome deriva dalla località di Peinador, situata nel municipio di Redondela.
I primi voli civili risalgono agli anni '20, quando si cominciarono a utilizzare campi di volo nella zona di Vigo per l'aviazione civile e postale. Tuttavia, lo sviluppo di un'infrastruttura aeroportuale vera e propria avvenne a partire dagli anni '50. L'aeroporto fu inaugurato ufficialmente nel 1954, con una pista in asfalto lunga 1.600 metri e una piccola aerostazione.
Negli anni '70 e '80, lo scalo conobbe un progressivo aumento del traffico passeggeri, dovuto anche alla crescente industrializzazione dell'area metropolitana di Vigo. A partire dal 1995, l'aeroporto subì importanti lavori di ammodernamento e ampliamento, tra cui l'allungamento della pista a 2.400 metri e la costruzione di un nuovo terminal passeggeri.
Nel 2010 è stato avviato un nuovo progetto di ampliamento del terminal, completato nel 2014, che ha portato la capacità a circa 4 milioni di passeggeri l'anno, anche se il traffico effettivo si è mantenuto ben al di sotto di questa soglia.
Durante la pandemia di COVID-19, l'aeroporto ha registrato un drastico calo del traffico, ma ha ripreso progressivamente l'attività a partire dal 2022. Attualmente, è gestito da AENA e serve collegamenti nazionali e alcune rotte internazionali stagionali, principalmente verso destinazioni europee.